# Black Taurus
 (juillet 2021).
Black Taurus, né le 11 mars 1987 à Torreón dans l'État de Coahuila, est un catcheur (lutteur professionnel) mexicain. Il est actuellement sous contrat avec la Asistencia Asesoría y Administración et Impact Wrestling.

## Carrière

### Asistencia Asesoría y Administración (2012–2016)
Lors de Rey De Reyes 2014, lui et Demon Rocker perdent contre Angélico et Jack Evans dans un Four Way Elimination Match qui comprenaient également Aero Star et Drago et La Nueva Sociedad (El Hijo del Fantasma et Psicosis) et ne remportent pas les AAA World Tag Team Championship.
Lors de Guerra de Titanes 2016, lui, El Hijo del Fantasma et Hijo de Pirata Morgan perdent contre Cuervo, Escoria et El Zorro dans un Three Way Elimination Match qui comprenaient également Electroshock, Garza, Jr. et La Parka et ne remportent pas les vacants AAA World Trios Championship.

### Retour à la AAA (2018–...)
Lors de Triplemania XXVII, lui, El Texano Jr. et Killer Kross perdent contre Psycho Clown, Cody Rhodes et Cain Velasquez,,.
Le 10 août, il perd contre Fénix dans un Four Way Match qui comprenaient également  Laredo Kid et Puma King et ne remporte pas le AAA Mega Championship.
Lors de Guerra De Titanes 2019, lui, El Texano Jr., Chessman et Killer Kross battent Murder Clown, Pagano, Puma King et Willie Mack dans un Eight Man Tag Team TLC Match.

### Impact Wrestling (2019-2020)
En raison du partenariat entre AAA et Impact Wrestling, Taurus fait ses débuts le 1er février en gagnant avec The Lucha Brothers contre Daga et The Latin American Xchange (Ortiz et Santana).
Le 21 janvier 2020 à Impact, il bat Moose et Rhino lors d'un triple threat match.

### Major League Wrestling (2019)
Le 2 mars 2019 à MLW Fusion, il fait ses débuts à la MLW en équipe avec Laredo Kid en perdant contre The Lucha Brothers.

### Retour à Impact Wrestling (2021–...)

#### Decay (2021-...)
Le 9 février 2021 à Impact, il effectue son retour en étant introduit par Crazzy Steve et Rosemary comme le nouveau membre de Decay et remporte rapidement son match contre Kaleb With A K. Lors de No Surrender (2021), lui, Crazzy Steve et Rosemary battent XXXL (Acey Romero et Larry D) et Tenille Dashwood. Le 16 mars lors de Before the Impact, Black Taurus bat Luster The Legend.
Lors de Against All Odds (2021), lui et Crazzy Steve perdent contre Violent by Design (Deaner et Rhino) et ne remportent pas les Impact World Tag Team Championship.

## Palmarès
- Asistencia Asesoría y Administración
  - 1 fois AAA Latin American Championship (actuel)
  - 1 fois AAA World Trios Championship avec La Hiedra, Rey Escorpión et El Texano Jr.
  - Copa Antonio Peña (2015)[15]

- Lucha Libre VOZ
  - 1 fois VOZ Ultra Championship (actuel)

- Perros del Mal Producciones
  - 1 fois Perros del Mal Heavyweight Championship (actuel)

## Récompenses des magazines
- Pro Wrestling Illustrated

| Année | 2020 | 2021 | 2022 | 2023 | 2024 |
| ----- | ---- | ---- | ---- | ---- | ---- |
| Rang  | 349  | 99   | 164  | 158  | 224  |

- Wrestling Observer Newsletter

| # | Résultat | Adversaire                     | Évènement   | Date            | Durée | Lieu                                   | Notes                                                                                              |
| - | -------- | ------------------------------ | ----------- | --------------- | ----- | -------------------------------------- | -------------------------------------------------------------------------------------------------- |
| 1 | Défaite  | Bandido, Flamita, et Rey Horus | PWG Sixteen | 26 juillet 2019 | 14:12 | Globe Theatre, Los Angeles, Californie | Il s'agit d'un match par équipe de six sans enjeu. Il faisait équipe avec Laredo Kid et Puma King. |